# Врхе (Ново Место)
Врхе (словен. Vrhe) је насељено место у општини Ново Место, регија Југоисточна Словенија, Словенија.

## Историја
До територијалне реорганизације у Словенији било је у саставу старе општине Ново Место.

## Становништво
У попису становништва из 2011. године, Врхе је имало 58 становника.
| Број становника према пописима | Број становника према пописима | Број становника према пописима |
| ------------------------------ | ------------------------------ | ------------------------------ |
| 1991                           | 2002                           | 2011                           |
| 67                             | 59                             | 58                             |

Напомена: До 1992. исказивано под именом Врхе при Должу. Године 1992. умањено за део насеља који је припојен насељу Долж.